# Boliviaanse slanke buidelrat
De Boliviaanse slanke buidelrat (Gracilinanus aceramarcae) is een zoogdier uit de familie van de Opossums (Didelphidae). De wetenschappelijke naam van de soort werd voor het eerst geldig gepubliceerd door Tate in 1931.

## Voorkomen
De soort komt voor in Bolivia en Peru.